# Сёрвик, Даниэль
Даниэль Сёрвик (норв. Daniel Sørvik; 11 марта 1990, Осло, Норвегия) — норвежский хоккеист, защитник клуба Чешской экстралиги «Литвинов», участник зимних Олимпийских игр 2014 года и 2018 года.

## Карьера

### Клубная карьера
Свою карьеру хоккеиста Сёрвик начал в команде «Фурусет», за который он отыграл три сезона в Норвежской элитной серии, дважды выйдя с клубом в плей-офф турнира. По итогам сезона 2008/2009 «Фурусет» покинул высший дивизион и Сёрвик принял решение сменить команду. Летом 2009 года Сёрвик подписал контракт с действующим чемпионом Норвегии «Волеренгой». Начиная с сезона 2010/2011 Даниэль стал ассистентом капитана. За 6 сезонов, проведённых в составе «Волеренги» Сёрвику так и не удалось стать чемпионом Норвегии. По окончании сезона 2014/2015, который стал самым успешным для Сёрвика по количеству очков (58 в регулярном чемпионате и 7 в плей-офф), норвежский хоккеист принял решение уехать в клуб второго по силе дивизиона Швейцарии «Кюснахт Лайонс». Отыграв здесь один сезон, защитник перебрался в чешский «Литвинов».

### Международная карьера
В составе сборной Норвегии Сёрвик принял участие в юниорском юниорском чемпионате мира 2006 года. За основную сборную он выступал на чемпионате мира элитной группы: 2013, 2014, 2015, 2017, 2018 годах. В 2014 году Даниэль принял участие в зимних Олимпийских играх в Сочи, но был одним из запасных игроков сборной. На турнире молодой норвежец вышел на лёд лишь во встрече со сборной Финляндии, отыграв в матче чуть менее 5-ти минут. На следующей Олимпиаде в Пхёнчхане Даниэль провёл 5 матчей, ничем не отметившись.

## Статистика
| Легенда | Легенда                    | Легенда | Легенда                   | Легенда | Легенда    |
| ------- | -------------------------- | ------- | ------------------------- | ------- | ---------- |
| И       | Количество проведённых игр | Штр     | Штрафное время            | +/−     | Плюс-минус |
| Г       | Голы                       | П       | Голевые передачи          | О       | Очки       |
| -       | Статистика неизвестна      | —       | Статистика не учитывалась |         |            |

### Клубная карьера
Статистика на 23 октября 2018 года
- a В «Плей-офф» учитывается статистика игрока в Квалификационном турнире Элитной серии.

## Достижения

### Командные
Волеренга
- Серебряный призёр чемпионата Норвегии (3): 2009/10, 2012/13, 2013/14

 Норвегия (юниор.)
- Победитель первого дивизиона юниорского чемпионата мира (1): 2008
- Бронзовый призёр первого дивизиона юниорского чемпионата мира (1): 2007

 Норвегия (мол.)
- Победитель первого дивизиона молодёжного чемпионата мира (1): 2010

### Личные
Волеренга
- Лучший бомбардир среди защитников (1): 2014/15 (58 очков)
- Лучший снайпер среди защитников (1): 2014/15 (19 голов)
- Команда всех звёзд чемпионата Норвегии (1): 2014/15

 Норвегия (юниор.)
- Лучший защитник первого дивизиона юниорского чемпионата мира (1): 2008